# Minamibōsō, Chiba
Minamibōsō (南房総市 Minamibōsō-shi) là một thành phố thuộc tỉnh Chiba, Nhật Bản.